# نيو ألباني (أوهايو)
نيو ألباني (بالإنجليزية: New Albany, Ohio)‏ هي مدينة تقع في الولايات المتحدة في أوهايو. يقدر عدد سكانها بـ 7,724 نسمة ومساحتها 30.30 كم2 وترتفع عن سطح البحر 312 متر.

## التركيبة السكانية
قام مكتب تعداد الولايات المتحدة بتحديد بيانات التركيبة السكانية لنيو ألباني في تعداد الولايات المتحدة. في ما يلي، التركيبة السكانية حسب تعدادي 2000 و2010.

### تعداد عام 2000
بلغ عدد سكان نيو ألباني 3,711 نسمة بحسب تعداد عام 2000، وبلغ عدد الأسر 1,263 أسرة وعدد العائلات 1,030 عائلة مقيمة في القرية. في حين سجلت الكثافة السكانية 415.7 نسمة لكل ميل مربع (160.5/كم2). وبلغ عدد الوحدات السكنية 1,424 وحدة بمتوسط كثافة قدره 159.5 نسمة لكل ميل مربع (61.6/كم2).
وتوزع التركيب العرقي للقرية بنسبة 94.18% من البيض و 0.32% من الأمريكيين الأصليين و 2.75% من الأمريكيين ذوي الأصول الآسيوية و 1.56% من الأمريكيين الأفارقة و 0.84% من عرقين مختلطين أو أكثر.
بلغ عدد الأسر 1,263 أسرة كانت نسبة 46.2% منها لديها أطفال تحت سن الثامنة عشر تعيش معهم، وبلغت نسبة الأزواج القاطنين مع بعضهم البعض 75.1% من أصل المجموع الكلي للأسر، ونسبة 4.1% من الأسر كان لديها معيلات من الإناث دون وجود شريك، وكانت نسبة 18.4% من غير العائلات. تألفت نسبة 15.6% من أصل جميع الأسر من أفراد ونسبة 3.5% كانوا يعيش معهم شخص وحيد يبلغ من العمر 65 عاماً فما فوق. وبلغ متوسط حجم الأسرة المعيشية 3.30، أما متوسط حجم العائلات فبلغ 2.94.
بلغ العمر الوسطي للسكان 38 عاماً. وكانت نسبة 33.1% من القاطنين تحت سن الثامنة عشر، وكانت نسبة 4.2% بين الثامنة عشر والأربعة وعشرون عاماً، ونسبة 28.6% كانت واقعةً في الفئة العمرية ما بين الخامسة والعشرون حتى والأربعة وأربعون عاماً، ونسبة 26.6% كانت ما بين الخامسة والأربعون حتى الرابعة والستون، ونسبة 7.5% كانت ضمن فئة الخامسة والستون عاماً فما فوق. يوجد لكل 100 أنثى 98.0 ذكر، ويوجد لكل 100 أنثى في الثامنة عشر من عمرها فما فوق 97.1 ذكر.
بلغ متوسط دخل الأسرة في القرية 102,180 دولار، أما متوسط دخل العائلة فبلغ 119,171 دولار. وكان متوسط دخل الذكور 100,000 دولار مقابل 36,563 دولار للإناث. وسجل دخل الفرد الخاص بالقرية 62,131 دولار. وكانت نسبة 1.2% من العائلات ونسبة 1.2% من السكان تحت خط الفقر، وكان من هؤلاء نسبة 0.5% تحت سن الثامنة عشر ولا أحد منهم في الخامسة والستين من العمر وما فوق.

### تعداد عام 2010
بلغ عدد سكان نيو ألباني 7,724 نسمة بحسب تعداد عام 2010، وبلغ عدد الأسر 2,406 أسرة وعدد العائلات 2,138 عائلة مقيمة في القرية. في حين سجلت الكثافة السكانية 668.2 نسمة لكل ميل مربع (258.0/كم2). وبلغ عدد الوحدات السكنية 2,653 وحدة بمتوسط كثافة قدره 229.5 لكل ميل مربع (88.6/كم2).
وتوزع التركيب العرقي للقرية بنسبة 87.7% من البيض و 0.1% من الأمريكيين الأصليين و 6.5% من الأمريكيين ذوي الأصول الآسيوية و 0.1% من سكان جزر المحيط الهادئ و 3.1% من الأمريكيين الأفارقة و 2.1% من عرقين مختلطين أو أكثر.
بلغ عدد الأسر 2,406 أسرة كانت نسبة 58.9% منها لديها أطفال تحت سن الثامنة عشر تعيش معهم، وبلغت نسبة الأزواج القاطنين مع بعضهم البعض 80.6% من أصل المجموع الكلي للأسر، ونسبة 5.5% من الأسر كان لديها معيلات من الإناث دون وجود شريك، بينما كانت نسبة 2.7% من الأسر لديها معيلون من الذكور دون وجود شريكة وكانت نسبة 11.1% من غير العائلات. تألفت نسبة 9.1% من أصل جميع الأسر من أفراد ونسبة 2.8% كانوا يعيش معهم شخص وحيد يبلغ من العمر 65 عاماً فما فوق. وبلغ متوسط حجم الأسرة المعيشية 3.43، أما متوسط حجم العائلات فبلغ 3.21.
بلغ العمر الوسطي للسكان 37.9 عاماً. وكانت نسبة 36.6% من القاطنين تحت سن الثامنة عشر، وكانت نسبة 3.9% بين الثامنة عشر والأربعة وعشرون عاماً، ونسبة 24.8% كانت واقعةً في الفئة العمرية ما بين الخامسة والعشرون حتى والأربعة وأربعون عاماً، ونسبة 28.3% كانت ما بين الخامسة والأربعون حتى الرابعة والستون، ونسبة 6.5% كانت ضمن فئة الخامسة والستون عاماً فما فوق. وتوزع التركيب الجنسي للسكان بنسبة 49.6% ذكور و50.4% إناث.